# Sehedynci
Sehedynci (ukr. Сегединці) – wieś na Ukrainie, w obwodzie czerkaskim, w rejonie zwinogródzkim. W 2001 liczyła 324 mieszkańców, wśród których 320 jako ojczysty język wskazało ukraiński, a 4 rosyjski.